# Lingua danese
La lingua danese (nome nativo: dansk sprog /ˈtænˀsk ˈspʁɔwˀ/, o semplicemente ) è una lingua di ceppo indoeuropeo appartenente al gruppo settentrionale delle lingue germaniche. Al 2022, è parlata da 5,6 milioni di parlanti totali, in gran parte madrelingua, principalmente in Danimarca e nello Schleswig meridionale, nel nord della Germania. Comunità minori di locutori sono presenti in Islanda (ex possedimento della corona danese), Norvegia (a causa della lunga unione politica con la Danimarca), Svezia, Stati Uniti e Canada. A causa dell'immigrazione e della perdita linguistica nelle aree urbane, circa il 15-20% della popolazione della Groenlandia (uno degli attuali tre reami danesi) parla il danese come lingua madre.
È lingua ufficiale in Danimarca, nel Land tedesco dello Schleswig-Holstein (Slesvig-Holsten), dov'è tutelata dalla costituzione regionale, e nelle Isole Fær Øer (accanto alla lingua faroese). In quanto possedimento danese è la seconda lingua utilizzata in Groenlandia, accanto al kalaallisut. Come ex lingua coloniale è ancora in uso in Islanda.
Insieme alle altre lingue germaniche settentrionali, il danese è un idioma discendente dal norreno, ossia la lingua comune delle popolazioni germaniche che vivevano in Scandinavia durante l'era vichinga. Il danese, assieme allo svedese, deriva dal sottogruppo norreno-orientale. Una classificazione più recente basata sulla mutua intelligibilità separa i moderni parlati danese, norvegese e svedese, classificati come "scandinavi continentali" da islandese e faroese, classificati come "scandinavi insulari".

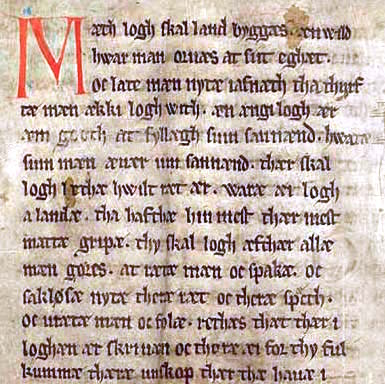
Una pagina manoscritta del Codex Holmiensis XIII secolo, esempio di lingua danese medioevale

Fino al XVI secolo il danese era un continuum di dialetti parlati dallo Schleswig alla Scania senza convenzioni standard o di ortografia. Con la Riforma protestante e l'introduzione della stampa fu sviluppata una lingua standard basata sul dialetto colto di Copenaghen. Si diffuse attraverso l'uso nel sistema educativo e amministrativo, anche se il tedesco e il latino continuarono ad essere le lingue scritte più importanti fino al XVII secolo. In seguito alla perdita di porzioni territoriali in Germania e Svezia, un movimento nazionalista adottò la lingua come segno dell'identità danese, ed essa sperimentò una forte ondata d'uso e popolarità, con importanti opere di letteratura prodotte nei secoli XVIII e XIX. Oggi i dialetti danesi tradizionali sono quasi scomparsi, sebbene esistano varianti regionali della lingua standard. Le principali differenze linguistiche sono tra generazioni, con un gergo giovanile particolarmente innovativo. È invece sparito nelle Isole Vergini Statunitensi, colonia danese fino al 1916.
Il danese ha un inventario vocale molto ampio, che comprende 27 vocali fonematiche distintive. La sua prosodia è caratterizzata dal fenomeno distintivo dello stød, una sorta di tipo di fonazione laringea. A causa delle molte differenze di pronuncia che distinguono il danese dalle sue lingue vicine, è a volte considerato un idioma difficile da imparare e comprendere, e alcune prove dimostrano che i bambini piccoli sono più lenti ad acquisire le distinzioni fonologiche del danese. La grammatica è moderatamente flessiva con coniugazioni e flessioni forti (irregolari) e deboli (regolari). I sostantivi e i pronomi dimostrativi distinguono il genere comune dal neutro. Come l'inglese, il danese ha solo i resti di un precedente sistema di casi, in particolare nei pronomi. A differenza dell'inglese, ha perso la marcatura di tutti i verbi. La sua sintassi è l'ordine delle parole V2, con il verbo finito che occupa sempre il secondo posto nella frase.
Anche la variante Bokmål della lingua norvegese è, dal punto di vista strettamente linguistico, una forma di danese riorganizzata. Ciò nonostante, gli sviluppi storico-culturali inducono a non considerarla tale.
Una variante particolare del danese è parlata sull'isola Bornholm, il bornholmese, che mantiene tratti rinvenuti tutt'oggi nella lingua islandese, come la conservazione dei tre distinti generi nominali dell'antico norreno.

## Grammatica
Insieme ad altre lingue scandinave, il danese è una delle poche lingue indoeuropee che non distinguono più la persona e il numero nella coniugazione dei verbi mediante desinenze specifiche. Pertanto si ha sempre la necessità di usare un pronome personale d'accompagno.
I sostantivi si dividono in due classi morfologiche: classe in -en e classe in -et, così definite secondo la forma di articolo con cui si combinano. Dal punto di vista storico si possono considerare queste due classi come le rappresentanti di due antichi generi grammaticali: infatti la classe in -en è frutto della fusione dei due antichi gruppi di sostantivi maschili e femminili, ed è tradizionalmente definita di genere comune, mentre la classe in -et prosegue l'antico gruppo dei neutri. Elemento peculiare del danese e delle altre lingue scandinave è la presenza dell'articolo determinativo enclitico, ed è su questa base che si distinguono le due classi dei sostantivi. Come nei due esempi seguenti, l'articolo determinativo è suffisso del sostantivo, tranne quando esso è accompagnato da un aggettivo o da un altro modificatore, come una subordinata relativa:
|                               |               | con articolo determinativo | con articolo indeterminativo | con articolo determinativo e con aggettivo |
| ----------------------------- | ------------- | -------------------------- | ---------------------------- | ------------------------------------------ |
| classe in -en (genere comune) | mand ("uomo") | manden                     | en mand                      | den store mand                             |
| classe in -et (genere neutro) | hus ("casa")  | huset                      | et hus                       | det store hus                              |

## Fonetica
Una caratteristica tipica del danese è costituita dallo stød (letteralmente: "spinta"): si tratta di una forma di laringalizzazione delle consonanti sonore e delle vocali, realizzata anche come colpo di glottide; ha funzione distintiva o fonematica, poiché esistono coppie di parole differenziate solo dalla sua assenza o presenza, come in hun [hun] "ella" e hund [hunˀ] "cane", mor [moːɐ̯] "madre" e mord [moːˀɐ̯] "omicidio".
Diversamente da ciò che accade in svedese e norvegese, in danese non esiste la distinzione tonale fra accento "acuto" e "grave", ma la distribuzione dello stød è storicamente legata alle differenze di tono nelle altre due lingue scandinave.
È frequente in danese una notevole riduzione e assimilazione sia di consonanti sia di vocali persino in un registro linguistico molto formale, il che può dare agli stranieri un'impressione di pronuncia indistinta e inaccurata rispetto allo standard ortografico, che è invece abbastanza conservativo.
Le consonanti /b, d, ɡ/ sono realizzate sempre sorde o più esattamente desonorizzate: è solo l'assenza di aspirazione che le mantiene distinte rispettivamente da /p, t, k/; inoltre questa distinzione è presente solo in posizione iniziale di parola o di sillaba tonica, e pertanto manca ad esempio in posizione interna, come ad es. in parole come lægge e lække, entrambe pronunciate [ˈlɛɡ̊ə].

## Numeri
A differenza di quello delle altre lingue scandinave, il sistema di numerazione del danese a partire dal numero 50 e fino al 99 si basa sul sistema a base 20 o vigesimale, diffuso anticamente in gran parte dell'area celto-germanica e tuttora conservato in parte nella numerazione francese.
Tyve 'venti' è la base del sistema numerico. Tres, forma breve per tresindstyve, significa letteralmente 'tre volte [venti]', cioè 60; firs, forma breve per firsindstyve, sta per 'quattro volte [venti]', cioè 80. Il numero 100 è invece rappresentato dal sostantivo hundred(e).
I nomi delle decine con prima cifra dispari sfruttano dei moltiplicatori non interi che sono prefissi al numero della ventina successiva. Inoltre questi moltiplicatori fanno riferimento all'unità intera successiva e non a quella precedente, come invece avviene ad esempio in italiano (infatti in danese "uno e mezzo" si dice halvanden, letteralmente 'mezza [unità prima della] seconda [unità]').
Pertanto halvtreds '50' è la forma abbreviata di halvtredsindestyve, che è un composto formato da tre membri: il primo, halvtred(je), a sua volta un composto, significa letteralmente 'mezza [unità prima della] terza [unità]' (ovvero 'due e mezzo'), il secondo è sindes 'volte' e il terzo è tyve 'venti'. L'intero composto significa pertanto 'mezza terza volta venti', cioè 20+20+20/2, cioè appunto 50.
Analogamente halvfjerds ('mezza quarta volta [venti]', cioè 20+20+20+20/2) significa '70' e halvfems ('mezza quinta volta [venti] cioè 20+20+20+20+20/2) significa '90'.
Inoltre nei nomi dei numeri dal 21 al 99 l'unità precede la decina, come in tedesco, ad esempio 22 si dice toogtyve (lett. 'due e venti'), 68 si dice otteogtres (lett. 'otto e tre volte [venti]'), 75 si dice femoghalvfjerds (lett. 'cinque e mezza quarta volta [venti]').

## Alfabeto
L'alfabeto danese è basato sull'alfabeto latino con le tre lettere aggiuntive Æ æ, Ø ø, Å å. È così composto da 29 lettere: Aa, Bb, Cc, Dd, Ee, Ff, Gg, Hh, Ii, Jj, Kk, Ll, Mm, Nn, Oo, Pp, Qq, Rr, Ss, Tt, Uu, Vv, Ww, Xx, Yy, Zz, Ææ, Øø, Åå. Le lettere c, q, w, x, z vengono utilizzate prevalentemente nelle parole straniere.

## Parlanti nei Paesi di lingua danese
| Territorio / Stato | Abitanti         | Parlanti |
| ------------------ | ---------------- | -------- |
| Danimarca          | 5 447 084 (2013) | 92%      |
| Groenlandia        | 57 695 (2012)    | 8,5%     |
| Fær Øer            | 49 057 (2010)    | 5,8%     |

Fonte: (FR)  L'aménagement linguistique dans le monde

## Lessico fondamentale
- "danese": dansk [d̥ænsɡ̊]
- "ciao": hej [hɑɪ̯]
- "arrivederci": farvel [fɑːˈʋɛl]
- "per favore": vær så venlig [ʋɛɐ̯ sʌ ˈʋænli]
- "grazie": tak [tˢɑɡ̊]
- "questo/questa": denne [ˈd̥ɛnə]
- "quanto?": hvor meget? [ʋɔːˀ ˈmɑːð̞̩]
- "sì": ja [jæ]
- "no": nej [nɑɪ̯]

## Premi Nobel per la letteratura di lingua danese
- Karl Adolph Gjellerup e Henrik Pontoppidan (1917,  Danimarca)
- Johannes Vilhelm Jensen (1944,  Danimarca)